# Musée Charles-Friry
Le musée Charles-Friry est l'un des deux musées de Remiremont (Vosges).

## Histoire

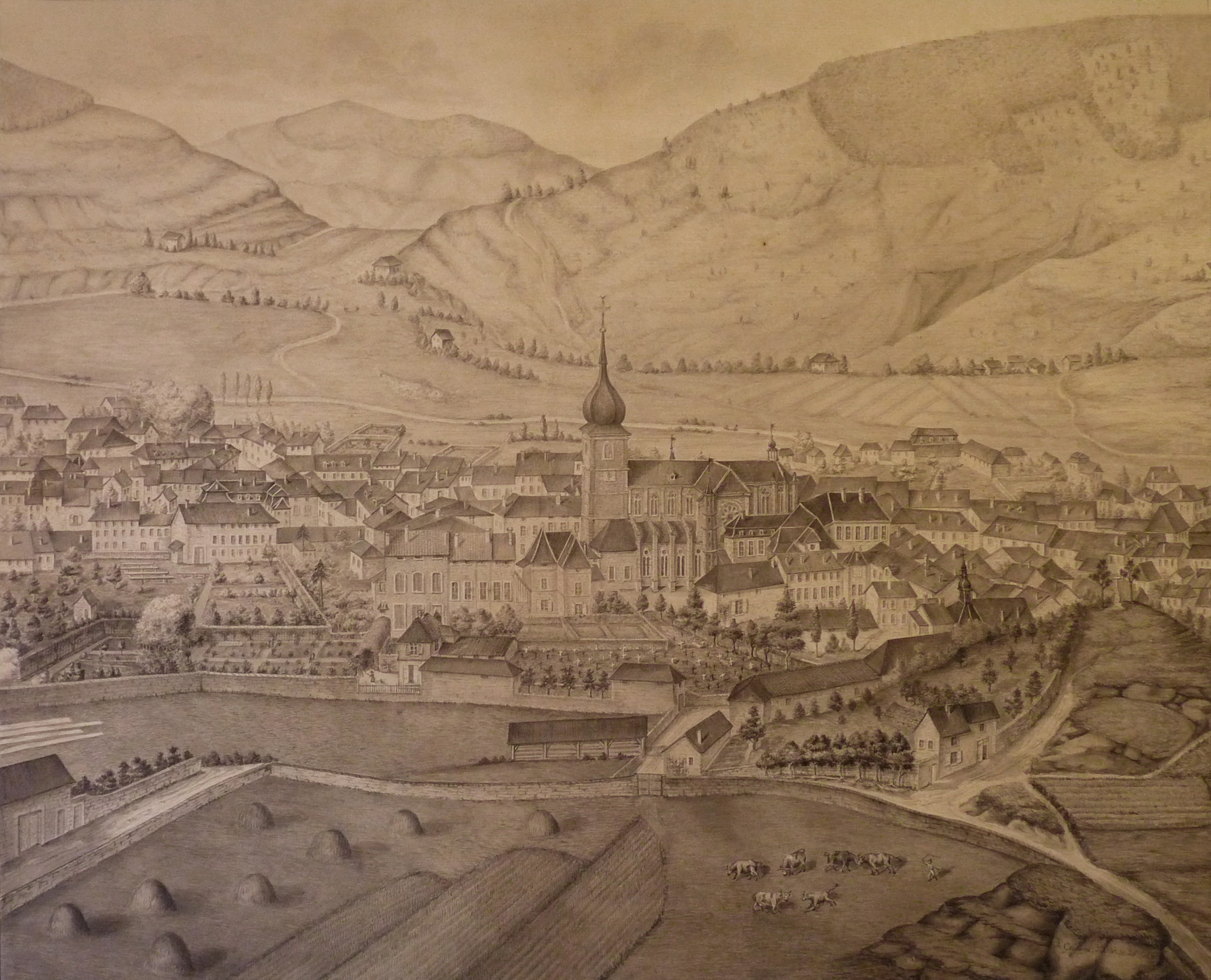
Sur cette vue de 1826, on reconnaît l'annexe de l'ancienne maison canoniale, construite en brique

La demeure qui abrite aujourd'hui le musée est une ancienne maison canoniale du XVIIIe siècle. Construite en 1750 dans le quartier canonial qui entoure l'église abbatiale, elle était habitée par la comtesse de Briey qui fut la dernière doyenne du chapitre de Remiremont, de 1759 à 1789, année de sa mort.
Charles Friry (1802-1881) s'y installe en 1833 à la suite de son mariage. Magistrat, il est aussi artiste, amateur d'art et collectionneur. En 1854 Mgr Caverot, alors évêque de Saint-Dié, le présente comme « l'habile et zélé conservateur de nos antiquités vosgiennes ». Il réunit ainsi pendant cinquante ans de nombreux tableaux et objets d'art.
Un petit-fils de Charles Friry, l'artiste Pierre Waidmann (1860-1937), fait de nouveaux aménagements dans la maison et installe son atelier  et ses appartements dans une nouvelle construction annexe en briques.
En 1958, Colette Dussaux (1896-1973), arrière-petite-fille de Charles Friry et fille de Pierre Waidmann, confie l'ensemble des biens mobiliers et immobiliers qu'elle possède à Remiremont à une société immobilière dépendant du diocèse. En 1970 la maison est transformée en musée diocésain, inauguré le 2 août 1970. En 1976, la totalité du fonds d'atelier de Pierre Waidmann est dispersé, ainsi que la collection de gravures anciennes ayant appartenu à Charles Friry.
En 2020, le musée a été agrandi et mis aux normes de sécurité incendie et d'accessibilité. Plusieurs nouveautés et nouvelles salles font leur apparition. Une salle consacrée uniquement au chef-d’œuvre de Georges de La Tour, une pour l'hôpital de Remiremont avec la plus importante collection de pots à pharmacie en faïence de Lunéville du XVIIIe s. exposée au public et classée au titre des Monuments Historiques, la reconstitution de l'atelier du peintre et graveur Pierre Waidmann, une partie de la bibliothèque de Charles Friry, une petite salle d'arts graphiques. Un atelier pédagogique complète le dispositif muséographique. Une borne interactive permet d'accéder à près de deux mille photographies sur plaque de verre prises par Pierre Waidmann entre 1887 et 1915, à l'important manuscrit enluminé et noté dit Évangéliaire de Remiremont vers 1200, à des centaines de dessins de Charles Friry, aux deux manuscrits religieux enluminés de nombreuses plein page par Pierre Waidmann.
Le 15 février 1985, la ville de Remiremont fait l'acquisition du musée diocésain qui devient ainsi un musée municipal labellisé « musée de France ». Il obtient également le label « Maison des Illustres » en novembre 2021.

## Maison-musée
Pierre Waidmann a réalisé une partie de la décoration intérieure de la maison (marqueteries de la cheminée et des battants de portes, dessus-de-porte peints).

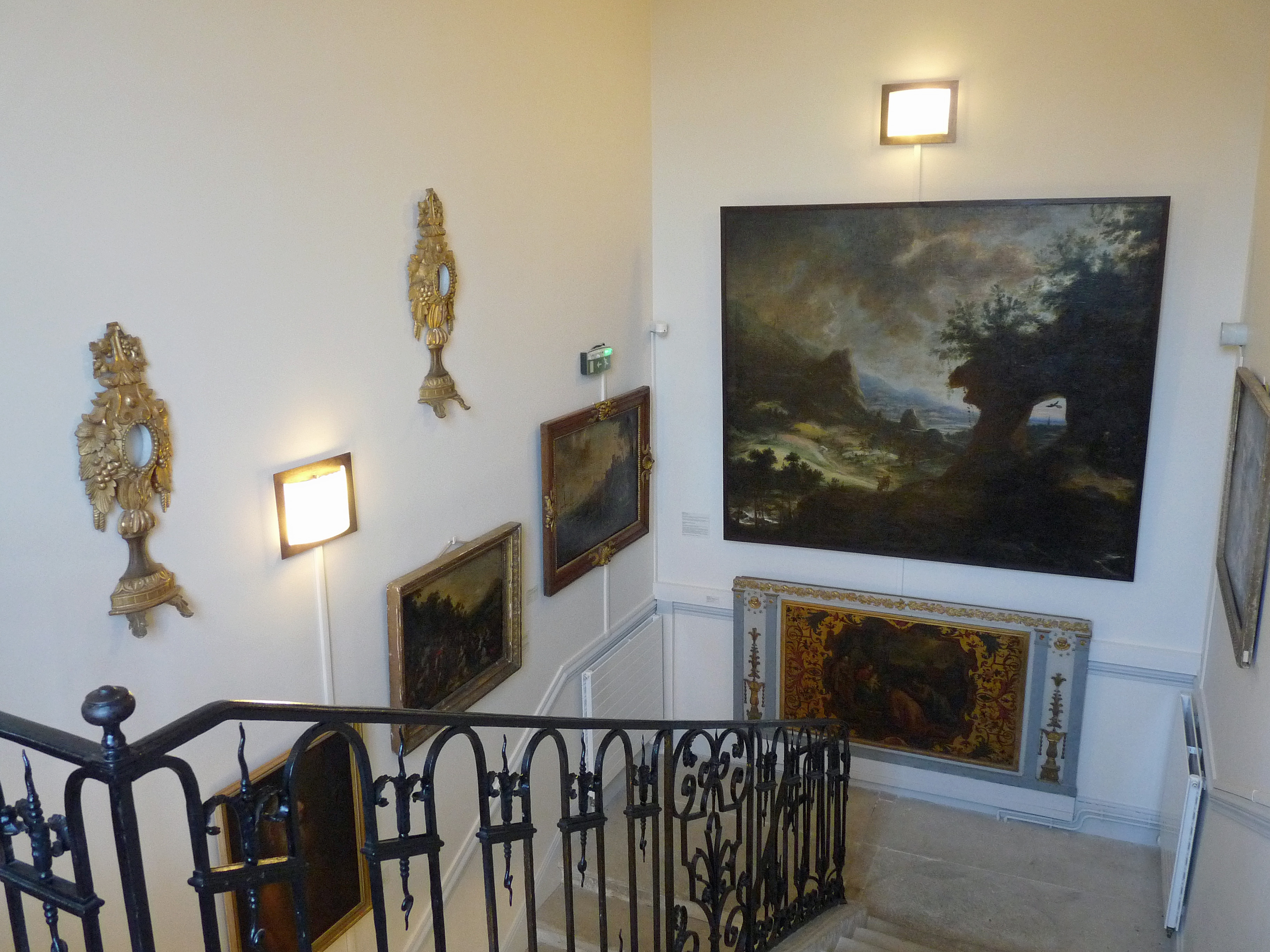
Escalier
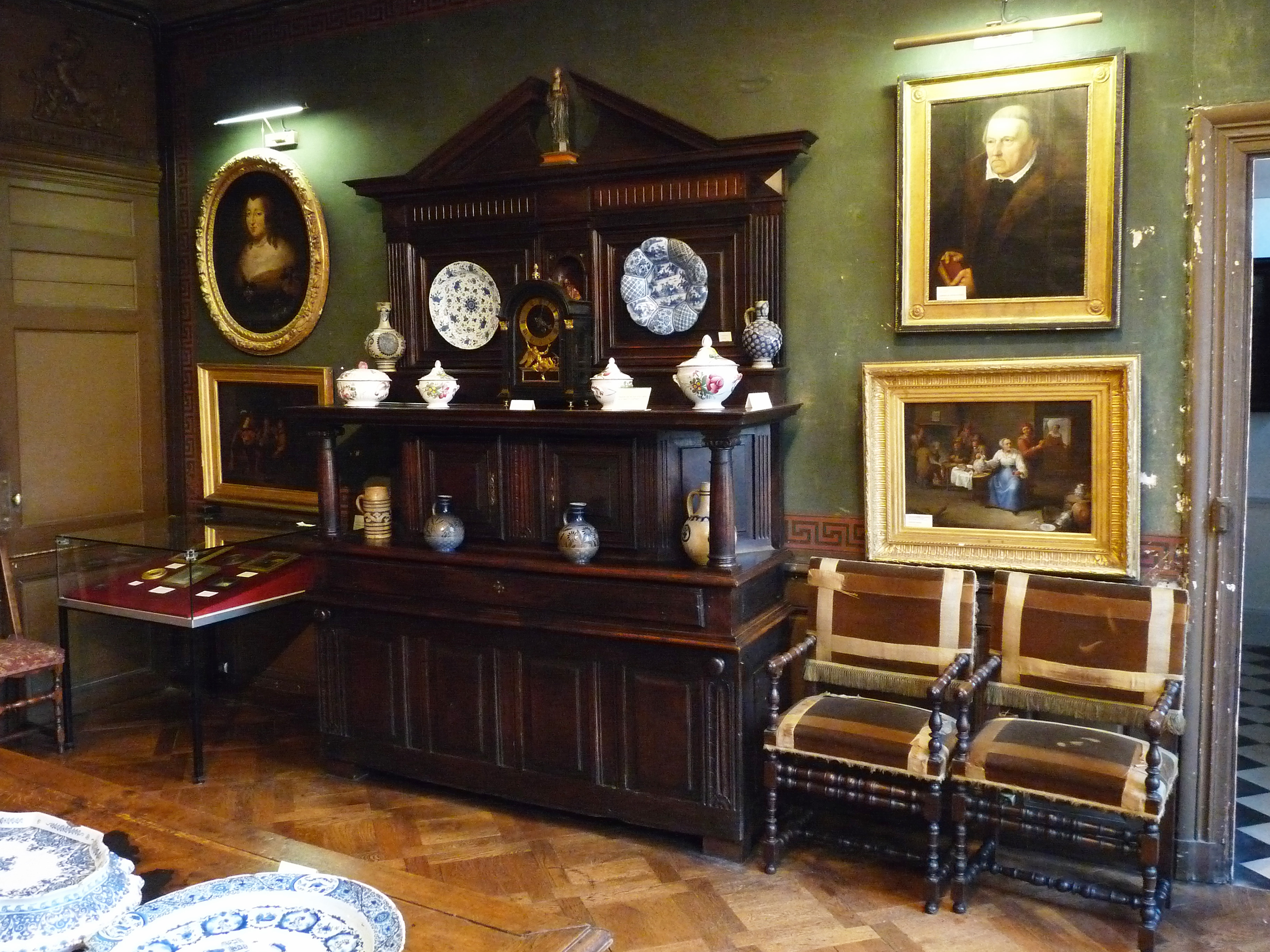
Salle à manger
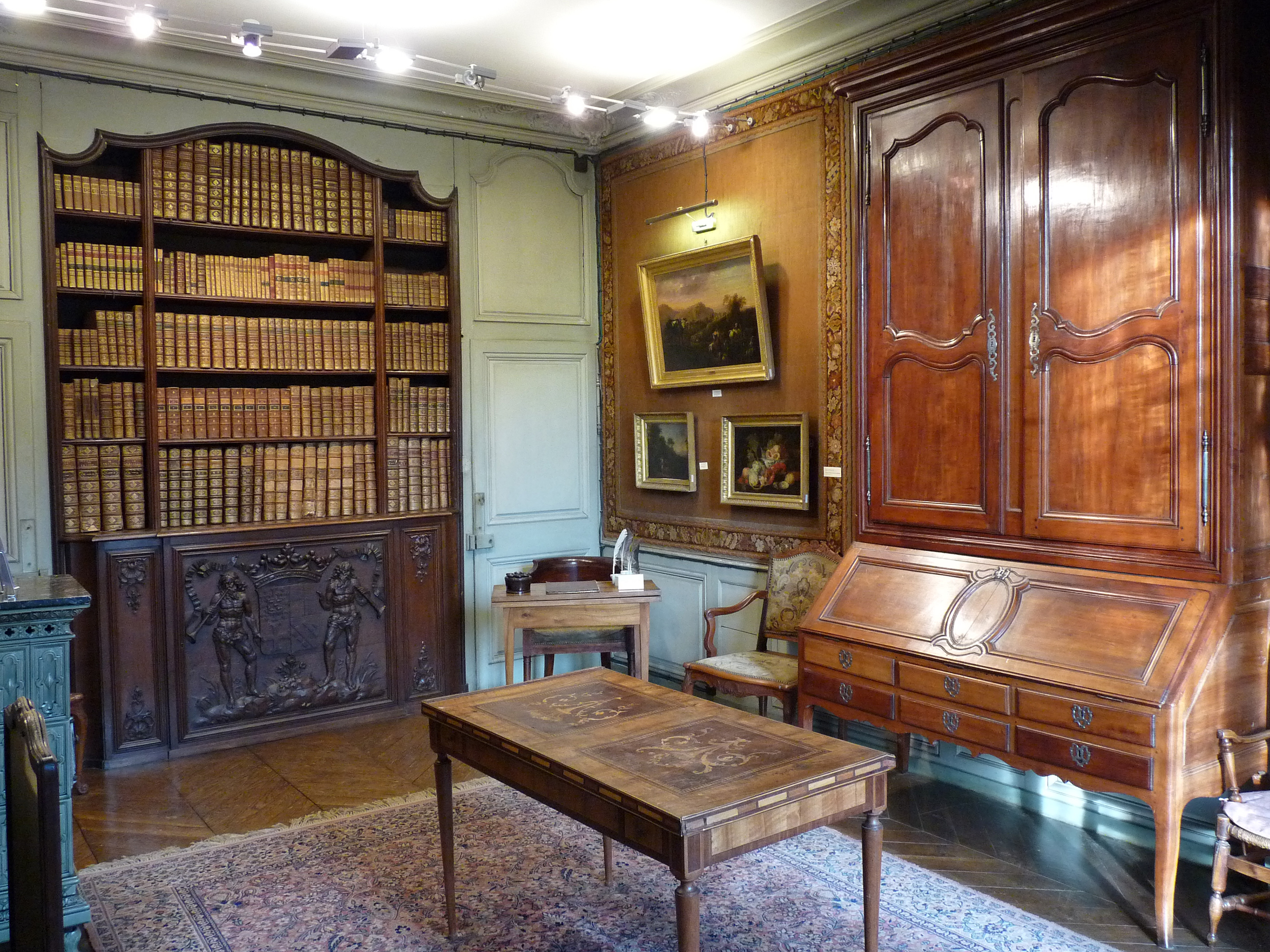
Bibliothèque
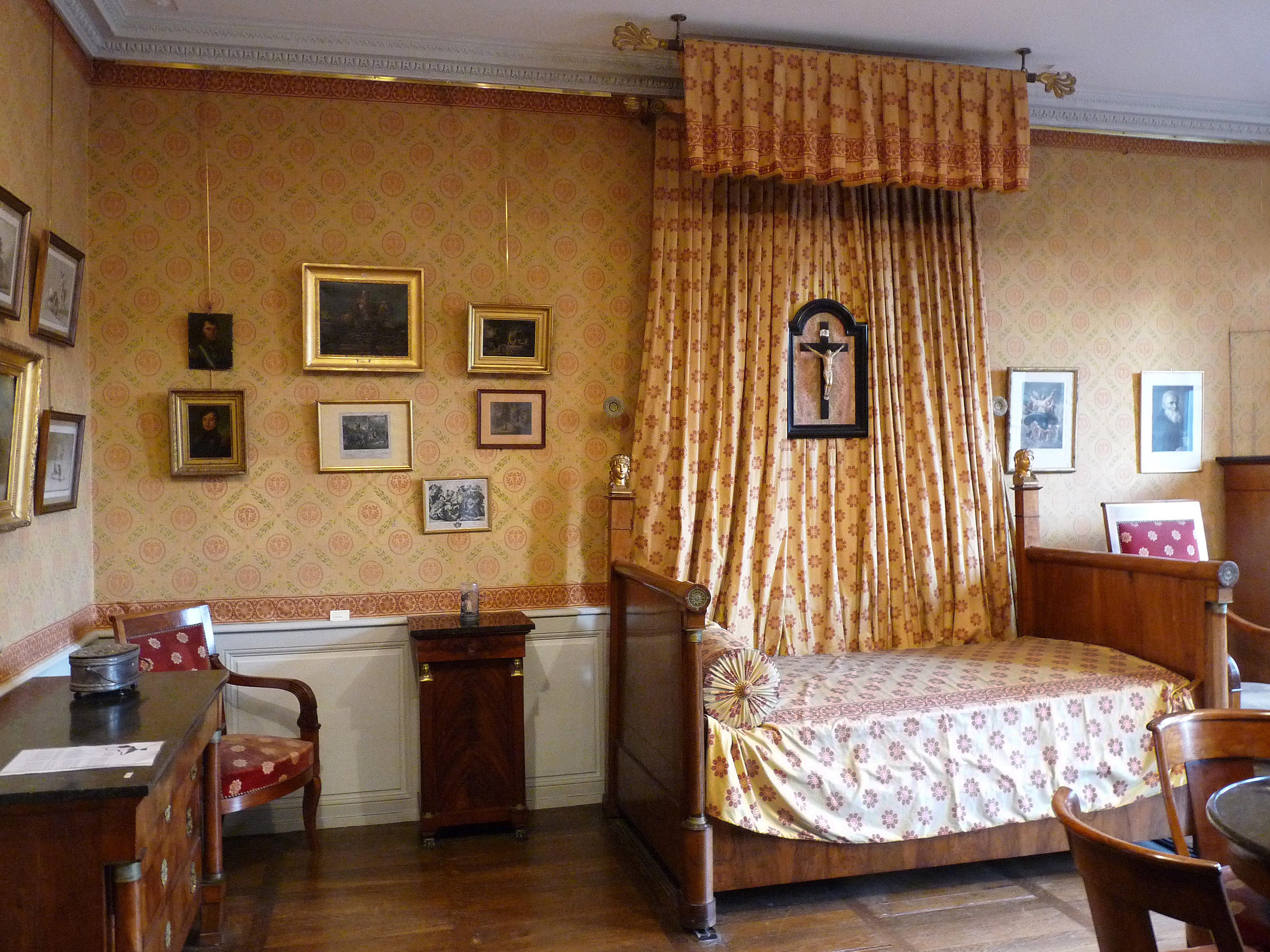
Chambre

## Collections permanentes
La peinture, la sculpture, la gravure et les arts décoratifs sont représentés dans ces collections qui couvrent l'art ancien du XVe au XVIIIe siècle et l'art moderne des XIXe et XXe siècles.
En peinture, la pièce maîtresse est Le Vielleur à la sacoche peint par Georges de La Tour, vraisemblablement vers 1640. Elle aurait été découverte dans un grenier à Nancy, puis achetée par Charles Friry en 1846, alors qu'elle n'était pas encore identifiée. Le tableau est aujourd'hui exposé dans la salle où se trouvait l'ancien atelier de Pierre Waidmann.

Portrait de Cornelis Musius, XVIe siècle
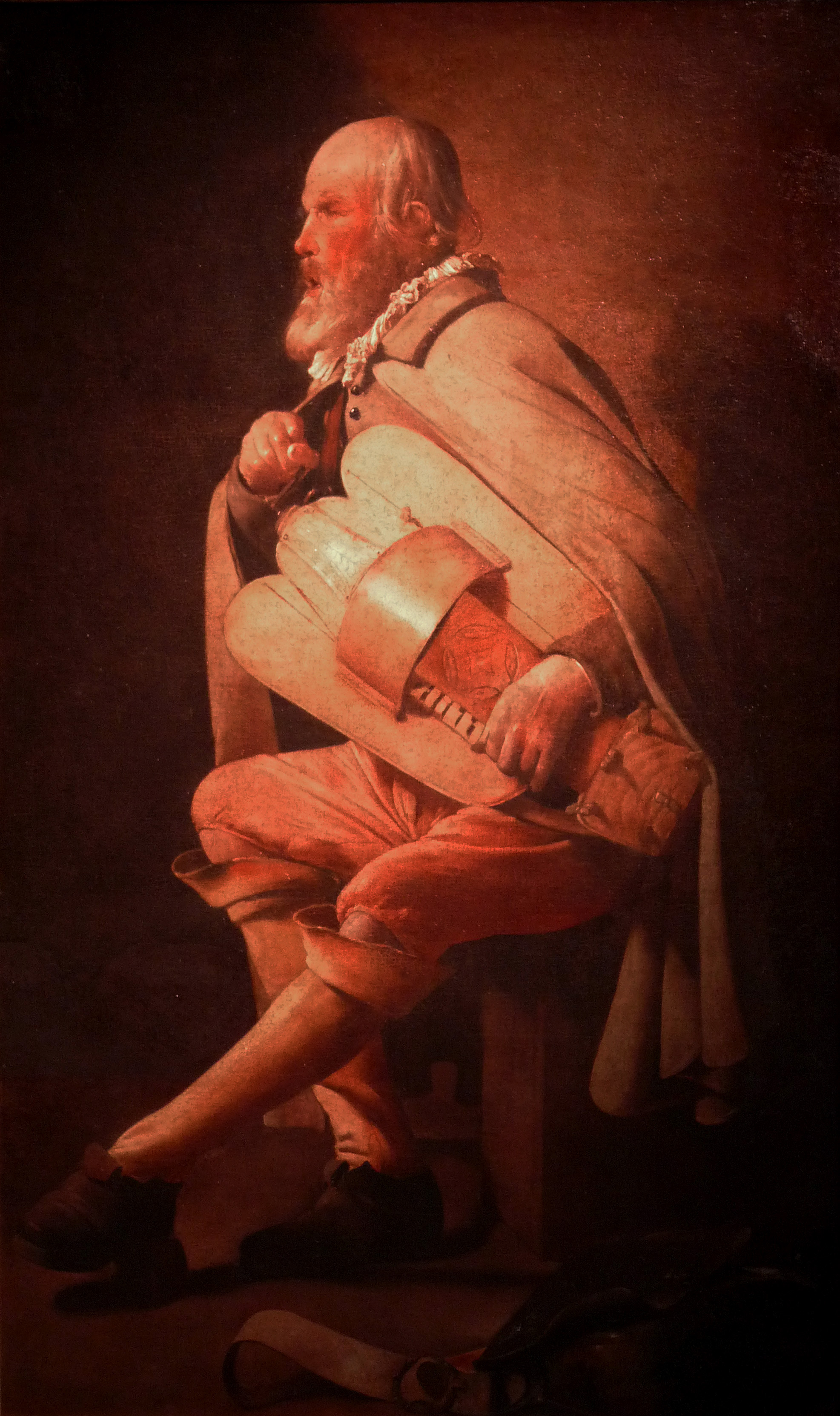
Le Vielleur à la sacoche, Georges de La Tour, vers 1640
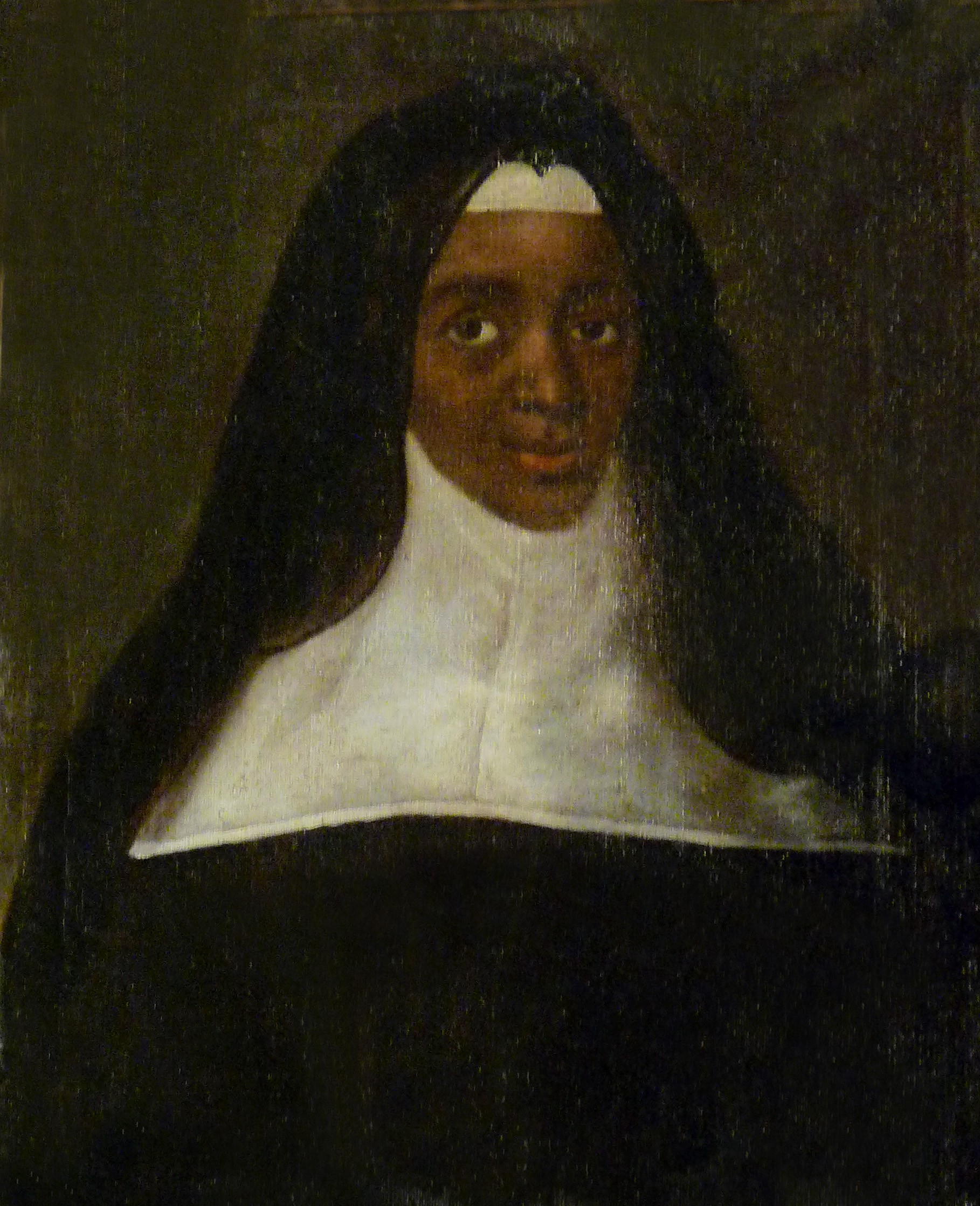
La Mauresse de Moret, XVIIe siècle
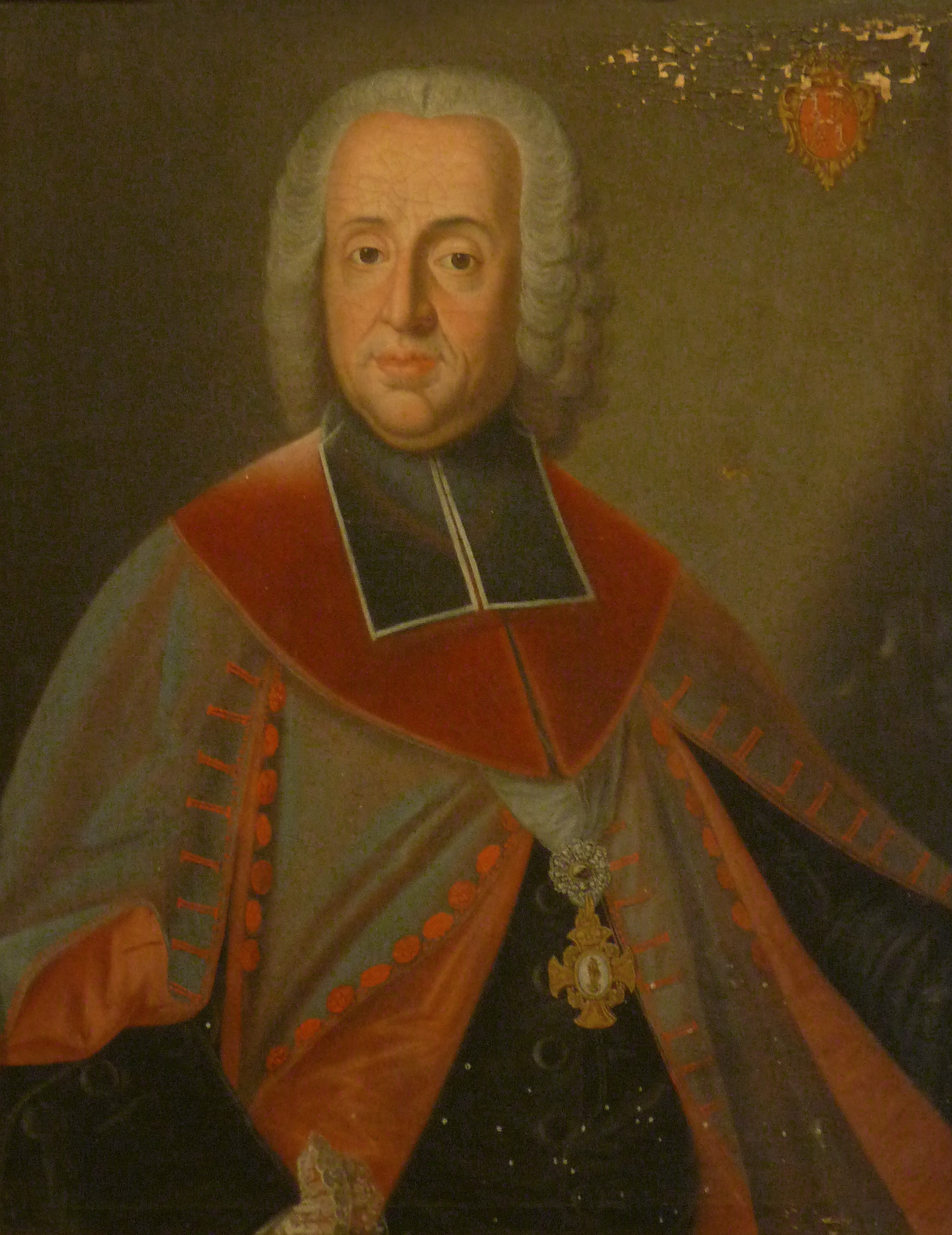
Chanoine de la famille de Thuillières, XVIIIe siècle

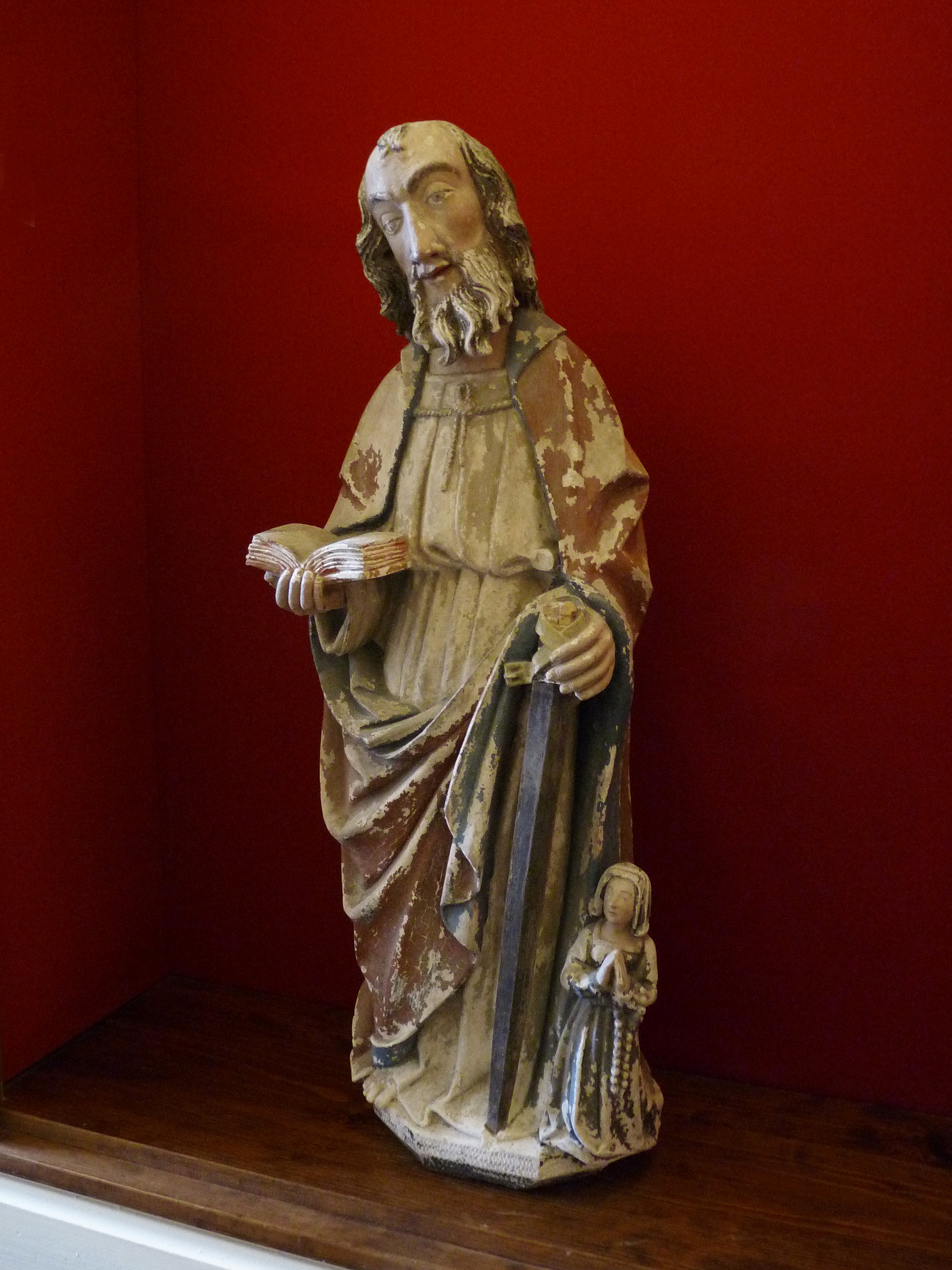
Saint Paul et la donatrice, XVIIe siècle, classé MH
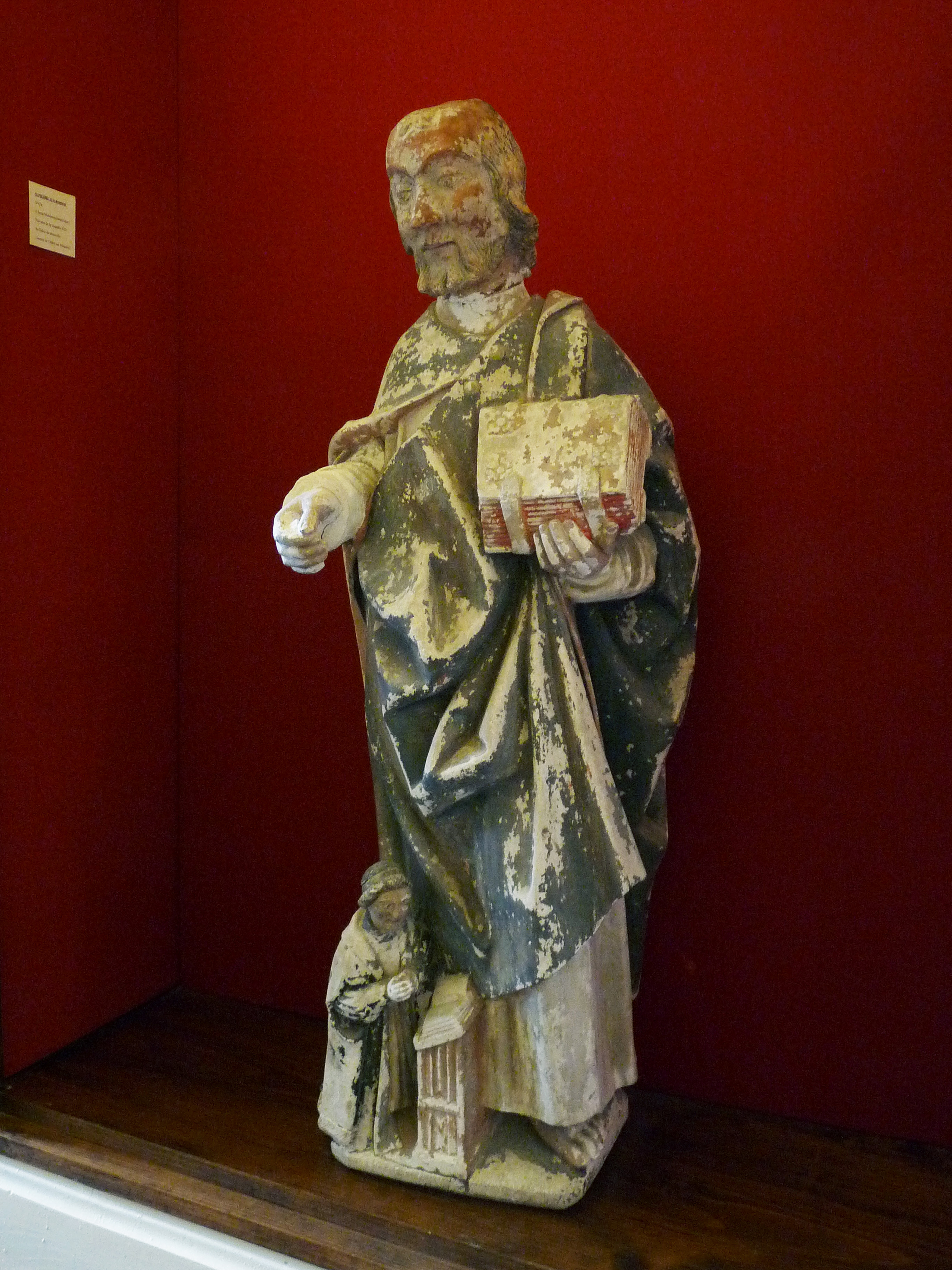
Saint Pierre et le donateur, XVIIe siècle, classé MH
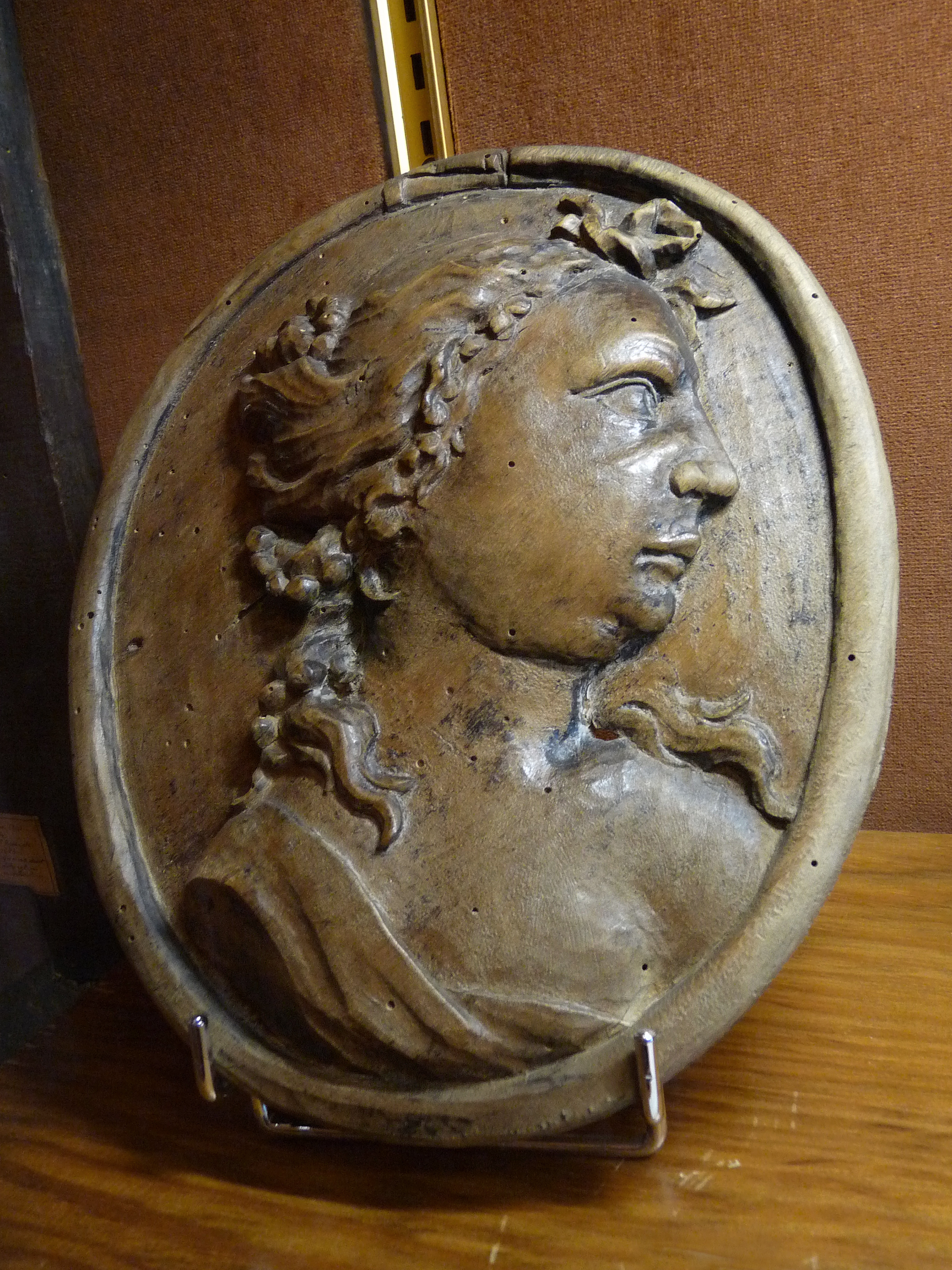
Christine de Saxe, bois, XVIIIe siècle
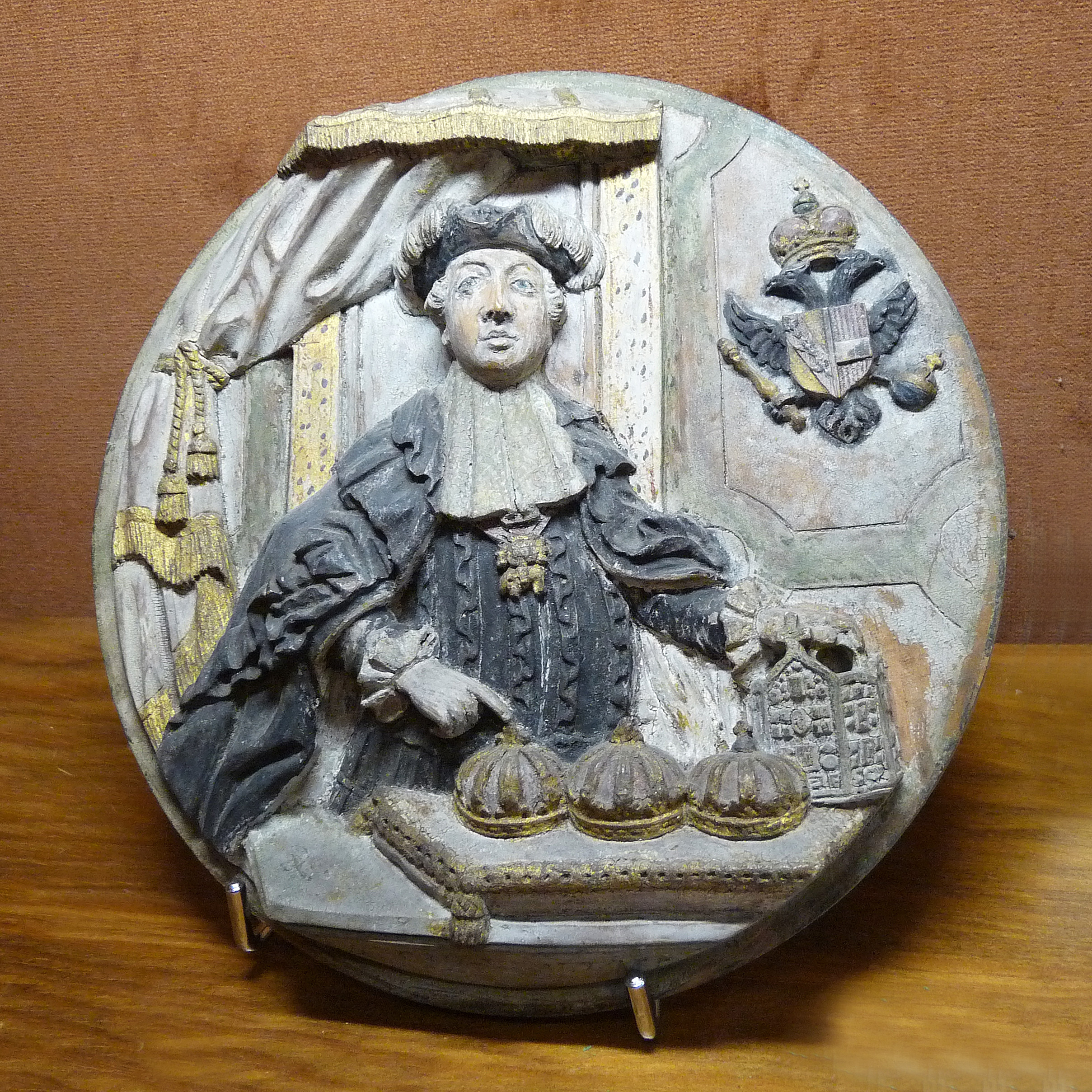
François III de Lorraine, bois polychrome, XVIIIe siècle

## Expositions temporaires

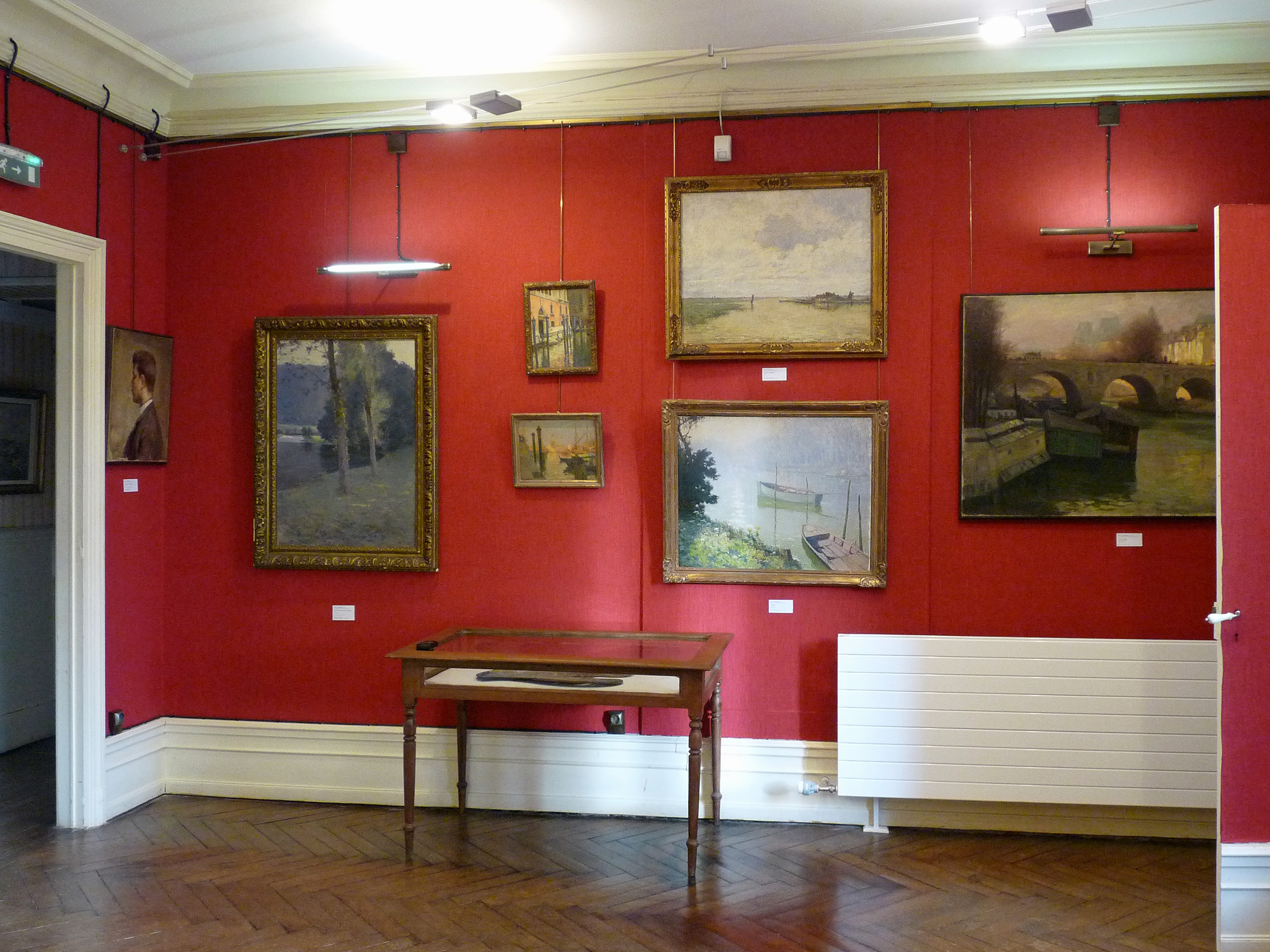
Collection Waidmann

En septembre 2006, la famille du peintre romarimontain Jean Montémont (1913-1959) fait don à la ville d'une centaine de tableaux, dessins et souvenirs de l'artiste. Une nouvelle salle est dédiée à cette donation, dans laquelle l'accrochage des œuvres est renouvelé régulièrement.
En 2011, en collaboration avec le musée Charles de Bruyères, le musée Charles Friry présente une exposition rétrospective consacrée au peintre romarimontain Pierre Waidmann, petit-fils de Charles Friry.
En 2022, en collaboration avec le musée Charles de Bruyères, le musée Charles Friry présente une exposition consacrée à toutes les facettes du peintre, graveur, érudit, homme de loi, industriel et collectionneur Charles Friry. Charles Friry

## Parc du musée
Le parc attenant au musée reconstitue en partie le « Grand Jardin » de l’abbaye de Remiremont. On y trouve plusieurs vestiges de monuments anciens, ainsi que deux fontaines ornementales du XVIIIe siècle. De style rocaille, la fontaine d'Amphitrite et la fontaine de Neptune ont toutes deux été classées par les Monuments historiques le 20 janvier 1966.

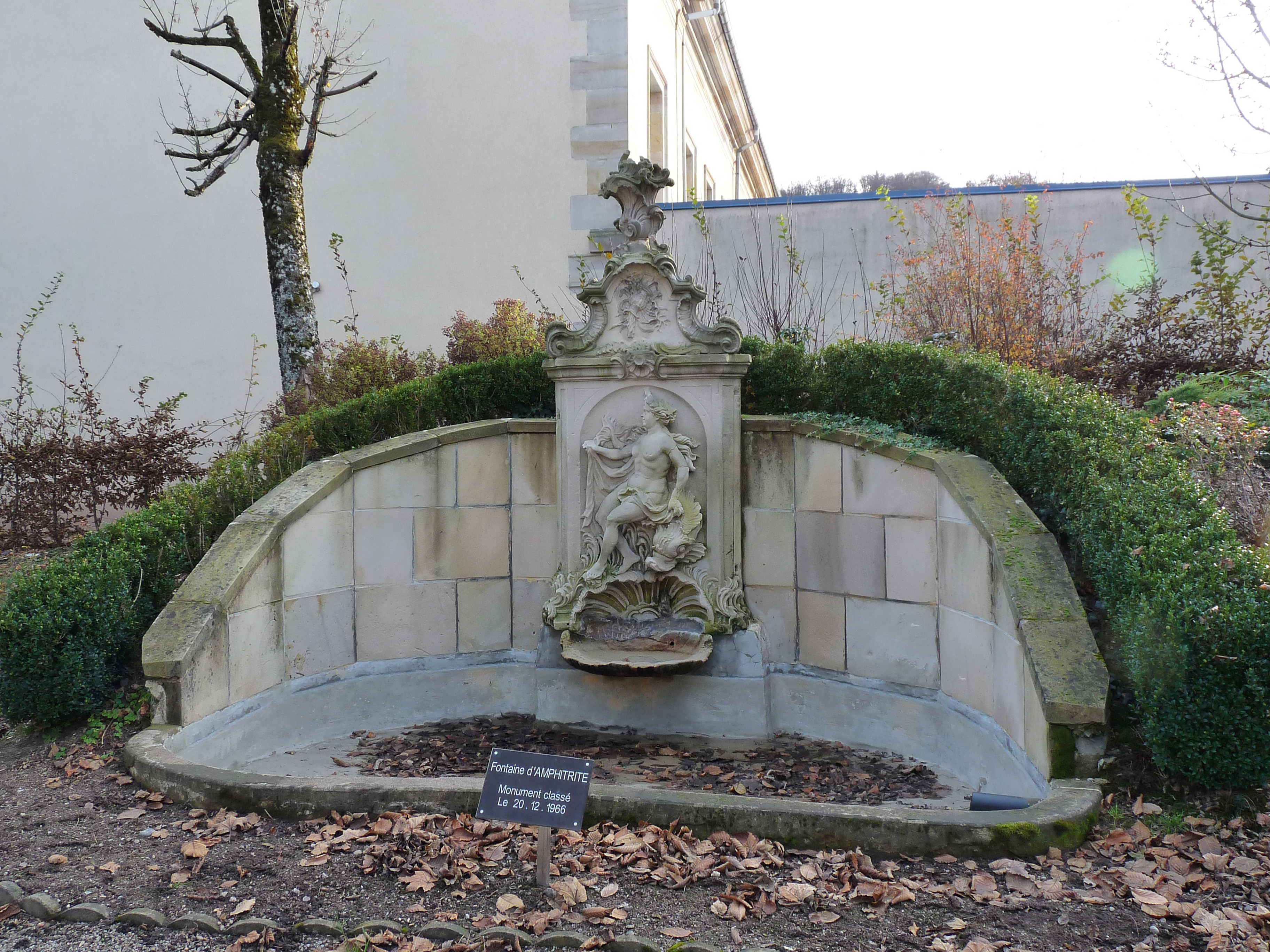
Fontaine d'Amphitrite
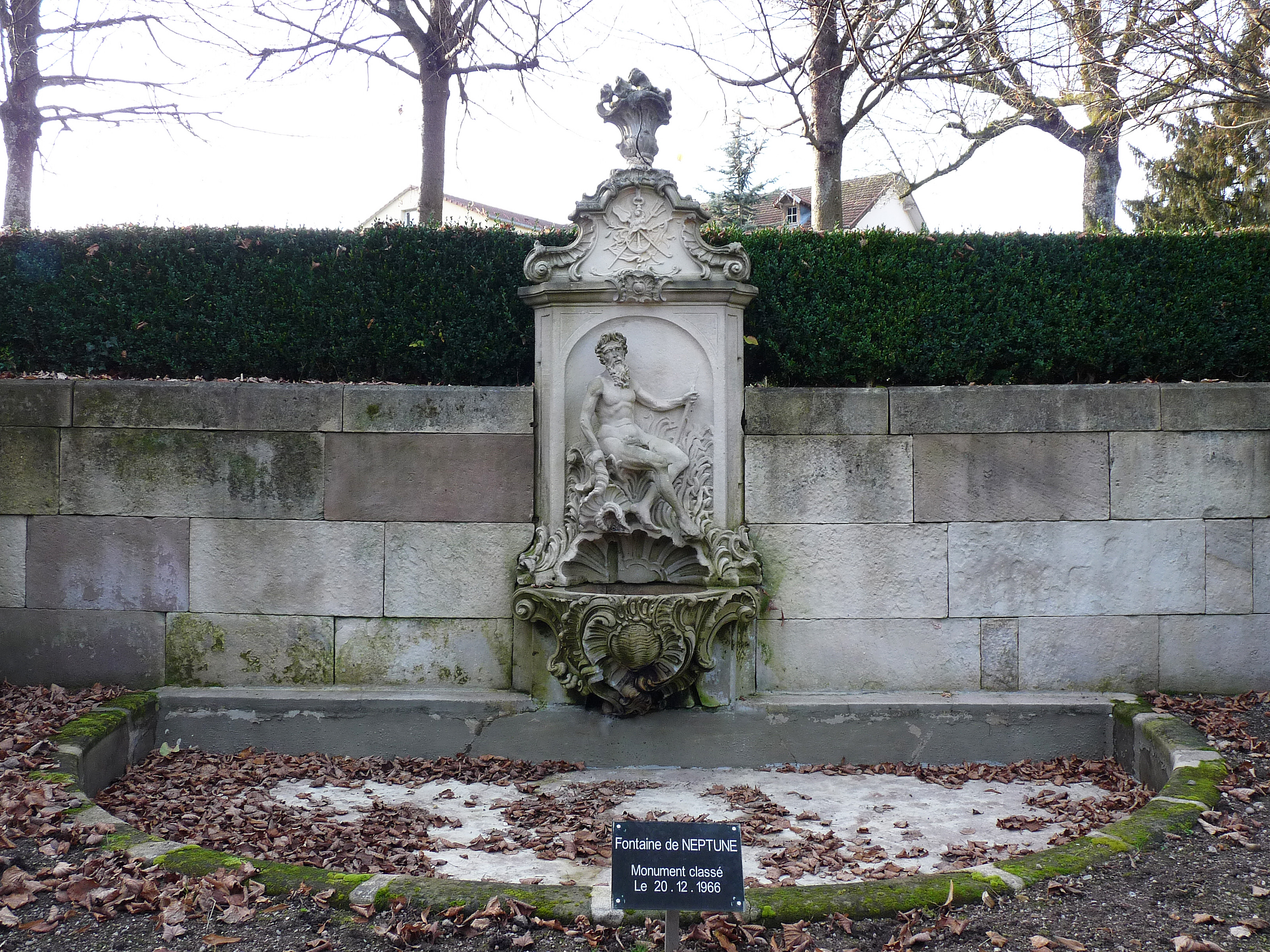
Fontaine de Neptune
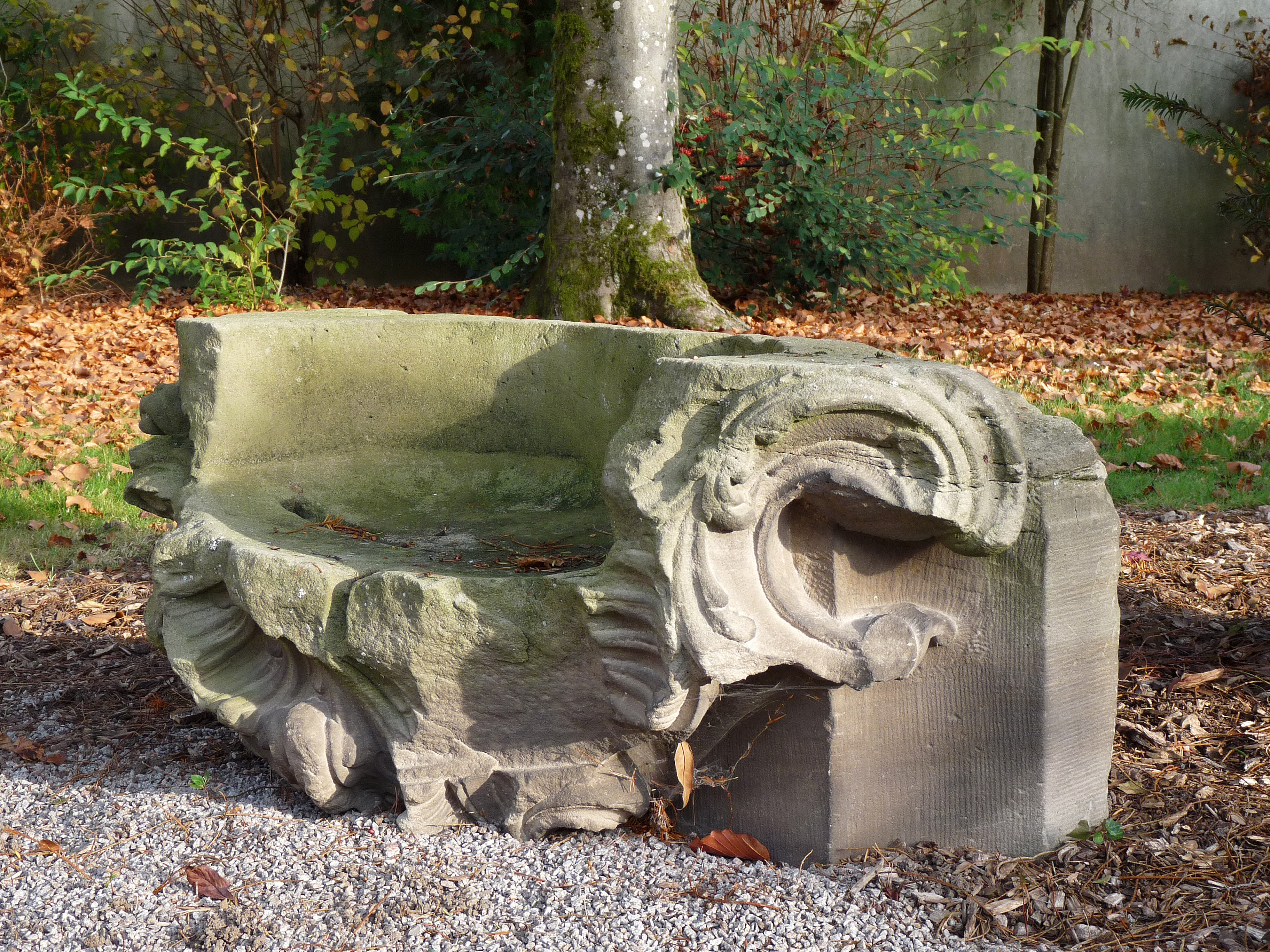
Vestiges
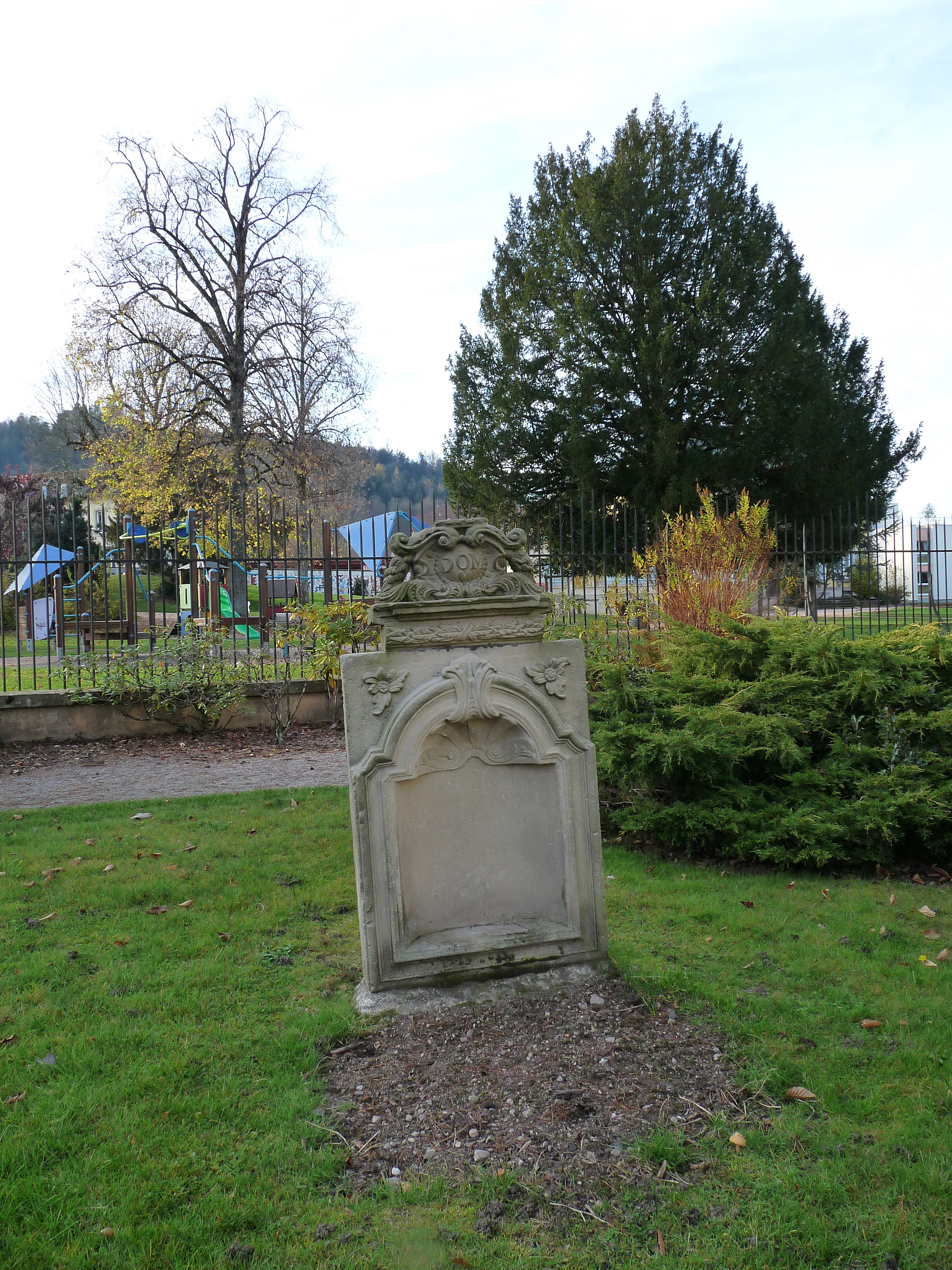
Stèle